# Rijksbeschermd gezicht Batenburg
Rijksbeschermd gezicht Batenburg is een van rijkswege beschermd stadsgezicht in Gelderland sinds 12 juli 1967. Het beschermd gezicht beslaat een oppervlakte van 30,3 hectare.
Panden die binnen een beschermd gezicht vallen krijgen niet automatisch de status van beschermd monument. Wel zal de gemeente het bestemmingsplan aanpassen om nieuwe ontwikkelingen in het gebied te reguleren. De gezichtsbescherming richt zich op de stedenbouwkundige en cultuurhistorische waardering van een gebied en wil het toekomstig functioneren daarvan veiligstellen.